# Mulu-Gieta

Mulu-Gieta (lewy, c.1930)

Mulu-Gieta (amh. ሙሉጌታ ይገዙ; zm. w lutym 1936) – etiopski polityk i wojskowy, bedżyrond.
Był jednym z założycieli Etiopskiej Organizacji Rozwoju Rolnictwa i Handlu (31 maja 1909). W latach 1916–1917 pełnił funkcję szefa dyplomacji. Jako dedżazmacz i minister wojny odegrał kluczową rolę w stłumieniu rebelii rasa Gugsy Uelie (1930). Podczas wojny włosko-etiopskiej (1935–1936) dowodził wojskami na froncie północnym (podlegała mu gwardia cesarska). Zginął w bitwie o ambę Aradam.